# Camagüey
Camagüey Camagüey é uma cidade e município no centro de Cuba e é a terceira maior cidade do país, com mais de 333 000 habitantes. É a capital da província de Camagüey.
Foi fundada como Santa María del Puerto del Príncipe em 1514, por colonos espanhóis na costa norte e mudou-se para o interior em 1528, para o local de uma aldeia Taino chamada Camagüey. Foi um dos sete assentamentos originais (villas) fundados em Cuba pelos espanhóis. Depois que Henry Morgan incendiou a cidade no século 17, ela foi redesenhada como um labirinto para que os invasores tivessem dificuldade em se movimentar dentro da cidade.
O símbolo da cidade de Camagüey é o pote de barro ou tinajón, usado para captar a água da chuva e mantê-la fresca. Camagüey também é o local de nascimento de Ignacio Agramonte (1841), uma figura importante da Guerra dos Dez Anos contra a Espanha. Um monumento do escultor italiano Salvatore Buemi, erguido no centro da área para Ignacio Agramonte, foi inaugurado por sua esposa em 1912. É composto por uma estátua equestre, relevos em bronze que revelam fragmentos da vida de Agramonte e uma escultura de uma mulher que simboliza a pátria.
Em julho de 2008, a cidade velha foi designada Patrimônio Mundial da UNESCO, por causa de seu planejamento urbano irregular e labiríntico, seu papel proeminente no início da colonização e agricultura espanhola e sua rica arquitetura mostrando uma variedade de influências.

## História
Camagüey foi fundada como Santa María del Puerto del Príncipe em 2 de fevereiro de 1514, por colonos espanhóis liderados por Diego Velázquez de Cuéllar em um local agora conhecido como Nuevitas na costa norte. Foi um dos sete assentamentos originais (villas) fundados em Cuba pelos espanhóis. O assentamento foi transferido para o interior em 1528 para o local de uma aldeia taína chamada Camagüey.
A nova cidade foi construída com um layout confuso de becos sinuosos. Existem muitos becos sem saída e ruas bifurcadas que levam a praças de diferentes tamanhos. Uma explicação é que isso foi feito por design, para tornar a cidade mais fácil de defender de qualquer invasor; Pela mesma versão, a razão pela qual há apenas uma saída da cidade é que, se os piratas retornassem e conseguissem entrar na cidade, seria possível para os habitantes locais prendê-los e matá-los. No entanto, os moradores contestam esse raciocínio como um mito, afirmando que, na verdade, a cidade se desenvolveu sem planejamento, e que ruas sinuosas se desenvolveram a partir de todos querendo ficar perto de sua igreja local (a cidade tem 15 delas).
Durante o século XVIII, a cidade foi chamada de Santa María del Puerto del Príncipe; entre 1747 e 1753, Luis de Unzaga y Amézaga, então capitão governador de Puerto del Príncipe, reabilitou a cidade, que havia sido gravemente danificada durante a Guerra da Orelha de Jenkins, e Unzaga também reconstruiu a Igreja de La Merced.
Após a independência de Cuba da Espanha, em 1898, foi quando a cidade e sua província vizinha receberam o nome atual de Camagüey, como resultado da independência da Espanha. O nome indígena já era usado antes para se referir à região "El Camagüey" em referência ao cacique local ('cacique') Camagüebax, que governava entre os rios Tínima e Hatibonico, e foi aprovado nessa data para a província que havia sido criada em 1878, a província neste mesmo ano era uma região militar pela república em armas.